# The Detail
The Detail ist eine kanadische Krimi-Fernsehserie des Fernsehsenders CTV, welche die britische Fernsehserie Scott & Bailey als Vorlage benutzt hat. Sie wurde erstmals am 25. März 2018 auf CTV ausgestrahlt. Die deutschsprachige Erstausstrahlung ist seit dem 10. September 2019 auf FOX zu sehen. Als Video-on-Demand ist die Fernsehserie bei MagentaTV verfügbar.

## Handlung
In einem Morddezernat des Toronto Police Service arbeiten Stevie Hall und Jack Cooper als Detectives unter der Leitung von Staff Inspector Fiona Currie. Ihre Ermittlungen sind von Beziehungskonflikten überlagert. Stevie Hall wird von dem Wiedersehen mit Detective Kyle Price überrascht, der als Kollege ins Dezernat zurückkehrt und nach vielen Jahren immer noch in sie verliebt ist, obwohl sie inzwischen mit Freund/Ehemann Jona Hall und ihren Kindern Kate und Natie zusammenlebt. Jack Cooper wird von ihrem Freund, dem Strafverteidiger Marc Savage, der ihr seine Ehe verheimlicht hat, die Beziehung aufgekündigt. Fiona Currie ist von ihrem Mann, mit dem sie eine erwachsene Tochter hat, geschieden, muss aber mit ihm als ihrem Vorgesetzten weiter zurechtkommen.

## Besetzung und Synchronisation
Die deutschsprachige Synchronisation entstand bei der DMT – Digital Media Technologie in Hamburg. Verfasser der Dialogbücher der Episoden waren Katharina Seemann und Andreas Barz, Dialogregie führte Astrid Kollex.
| Rolle                              | Darsteller      | Synchronsprecher  |
| ---------------------------------- | --------------- | ----------------- |
| Detective Stevie Hall              | Angela Griffin  | Jennifer Böttcher |
| Detective Jacqueline „Jack“ Cooper | Shenae Grimes   | Celine Fontanges  |
| Staff Inspector Fiona Currie       | Wendy Crewson   | Angela Stresemann |
| Detective Kyle Price               | David Cubitt    | Matthias Klimsa   |
| Detective Aaron Finch              | Al Mukadam      | Tammo Kaulbarsch  |
| Detective Donnie Sullivan          | Matt Gordon     | Jens Wendland     |
| Marc Savage, Strafverteidiger      | Ben Bass        | Sascha Draeger    |
| Katie Hall, Tochter von Stevie     | Claire Qute     | Josephine Martz   |
| Nate Hall, Sohn von Stevie         | Richie Lawrence | Tom Wiedemann     |
| Jona Hall, Ehemann von Stevie      | Matthew Edison  | Mark Seidenberg   |
| Harry Baker, Stiefvater von Stevie | David Ferry     | Kai Henrik Möller |
| Helen Mailer, Mutter von Stevie    | Sheila McCarthy | Antje Roosch      |